# Platja de la Casa dels Lladres
La platja de la Casa dels Lladres és una platja natural del municipi de Mont-roig del Camp (Baix Camp), limitada a llevant per la Punta de la Porquerola, a la desembocadura del barranc de la Porquerola, que la separa de la platja dels Pilans, i per unes roques a ponent, que la separen de la platja de l'Estany Salat. Està situada en un entorn residencial, amb un càmping que ocupa més de la meitat del rereplatja. Orientada al sud-est, té una longitud de 1.266 metres i una amplada mitjana de 48 metres, formada per sorra mitjana i fina. Disposa de servei de socorrisme, lavabos, lloguer de tendals i gandules i guingueta.
L'Agència Catalana de l'Aigua efectua un control setmanal de la qualitat de l'aigua, durant la temporada de bany, amb el resultat d'excel·lent. Fins a l'any 2021 va estar guardonada amb la Bandera Blava, que reconeix internacionalment la qualitat de l'aigua i serveis.